# Baculifer

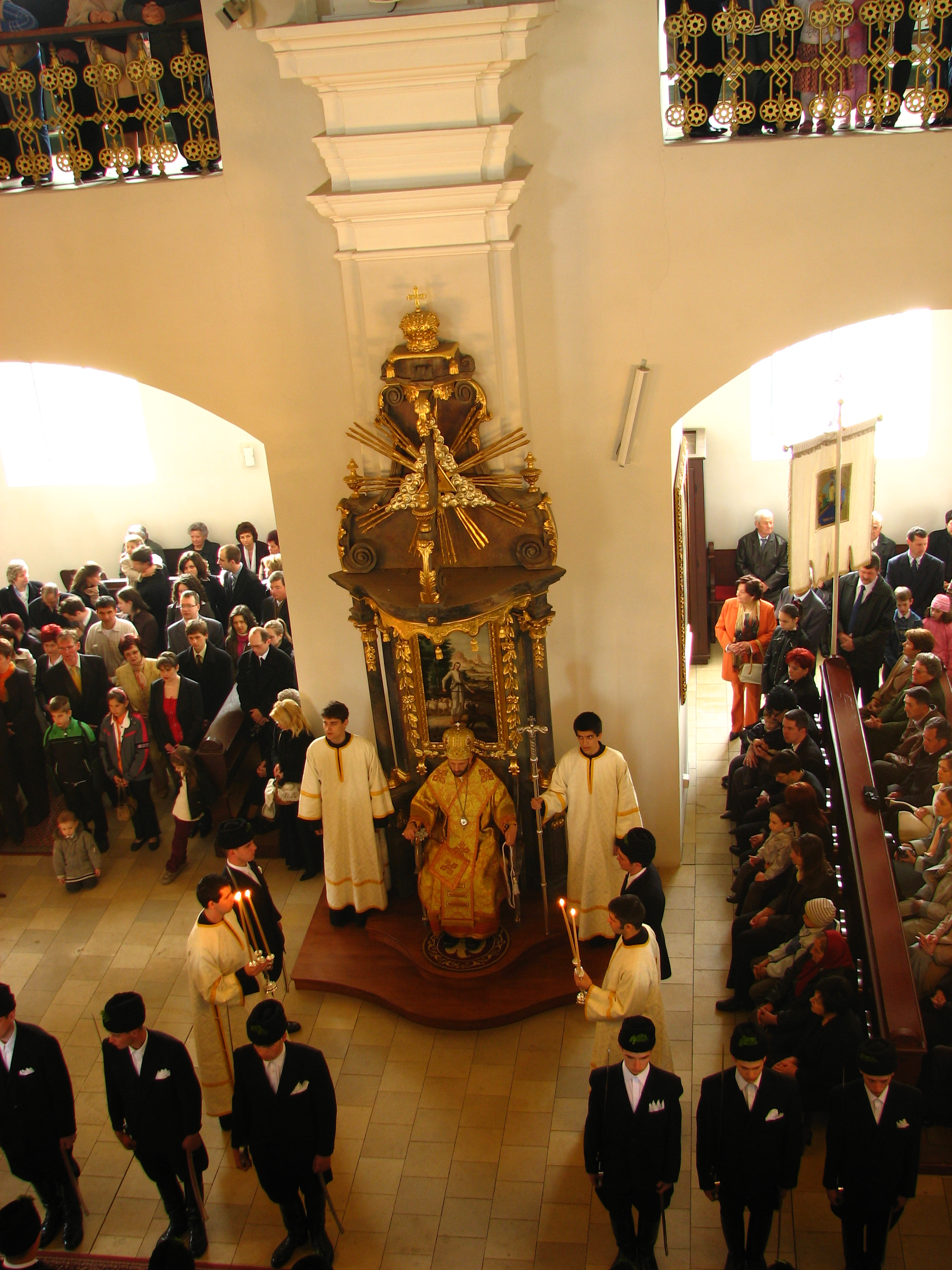
Stabträger in der Liturgie der griechisch-orthodoxen Kirche von Hajdúdorog in Ungarn

Baculifer (lateinisch baculum ‚Stab‘ und ferre ‚tragen‘) oder auch Pastoralist ist in einem Pontifikalamt der Ministrant, der den Krummstab des zelebrierenden Bischofs hält, sobald die Liturgie vorsieht oder auch nötig macht, dass er ihn aus der Hand gibt (etwa bei der Eucharistiefeier). Der Ministrant trägt dabei über dem liturgischen Gewand ein Velum und berührt so den Stab nicht direkt. Gibt es in einem Pontifikalamt bei der Konzelebration ausnahmsweise einmal mehrere Bischofsstäbe, sind entsprechend viele Baculifere eingeteilt.
Das Gegenstück zum Baculifer ist der Mitrafer, der die Mitra hält, solange der Bischof sie bei der Liturgie ablegt. Baculifer und Mitrafer gehören zu den Signiferaren, die besagte Pontifikalien (Insignien des Bischofs) halten.